# Bitwa pod Savenay
Bitwa pod Savenay – starcie zbrojne, które miało miejsce 23 grudnia 1793 roku. Wyznaczyła koniec operacji wojskowej Virée de Galerne stanowiącej jeden z etapów pierwszej wojny wandejskiej. Pod Savenay, siły republikańskie, liczące w przybliżeniu 18 tys. żołnierzy odniosły zdecydowane zwycięstwo nad Wielką Armią Katolicką i Królewską – liczącą 6 tys. ludzi.

## Tło historyczne
Po druzgocącej porażce w bitwie pod Le Mans w dniu 12 grudnia 1793, kilka tysięcy powstańców wandejskich ewakuowało się do Laval, a stamtąd do Ancenis z nadzieją na przeprawienie się przez Loarę do Wandei. Przeprawa przez rzekę nie była możliwa bez łodzi. Dlatego też Wandejczycy zbudowali niewielkie łodzie, dzięki którym 4 tysiące ludzi – włącznie z Henrim de La Rochejaqueleinem i Jean-Nicolasem Stoffletem – zdążyli się ewakuować na przeciwległy brzeg Loary przed przybyciem statków republikańskich. Tylna straż Wandejczyków pozostała na północnym brzegu i próbowała uciec inną drogą. Wyruszyła w kierunku Blain, położonego 35 kilometrów na północ od Nantes. Zmuszona była jednak zawrócić  kierunku Savenay, znajdującego się 30 kilometrów na zachód względem Nantes. 

## W przededniu bitwy
Savenay zostało zajęte przez Wandejczyków wczesnym rankiem 22 grudnia – praktycznie bez walki. 150 republikańskich żołnierzy szybko wycofało się z miasta po drobnej potyczce z pierwszą linią Wandejczyków. Mieszkańcy miasteczka zostali ewakuowani. O godzinie 9 rojaliści przygotowywali już obronę miasta. O godzinie 11 do Savenay dotarł pierwszy oddział republikański dowodzony przez Westermanna. Zaatakował on rojalistów, jednak w wyniku potyczki został odepchnięty. W południe pod Savenay dotarło większe zgrupowanie armii republikańskiej – na czele z Kléberem i Marceau. Kolejna potyczka - rozegrała się o kontrolę nad lasami Touchelais, leżącymi na północny wschód od Savenay – z wynikiem pomyślnym dla republikanów.
Po tych starciach przerwano walki do końca dnia, gdyż po południu w powietrzu zaległa gęsta mgła. Republikanie utrzymywali zajęte pozycje. Po zmroku do obozu republikanów przybyło kilku komisarzy – delegatów rządowych:  Pierre-Louis Prieur, Louis Marie Turreau, i Pierre Bourbott. Byli zaskoczeni biernością swych oddziałów; domagali się podjęcia walki, aby nie pozwolić przeciwnikowi odpocząć. Westermann przyjął ich żądania. Zwołano radę wojenną, podczas której Kléber nalegał na to, by z rozpoczęciem ataku poczekać do świtu. Marceau opowiedział się po jego stronie. Udało mu się także przekonać komisarza Prieura. W nocy republikanie przeprowadzili rozmieszczenie oddziałów. O godzinie 2 nad ranem z Vannes przybyła dywizja Tilly'ego. Simon Canuel objął dowodzenie nad lewym skrzydłem,  Kléber – nad lewym środkowym zgrupowaniem, Marceau – nad prawym środkowym zgrupowaniem, z kolei Tilly obsadził prawe skrzydło. Z wyjątkiem kilku przejść znajdujących się na południe od miasta, Wandejczycy zostali otoczeni.

## Przebieg bitwy
Bitwa rozpoczęła się o świcie. Nieoczekiwanie pierwsi uderzyli Wandejczycy oraz Szuanie. Ich celem było zdobycie lasów Touchelais i uniknięcie otoczenia przez wroga. Uderzeniem dowodził Lyrot. Atak przyniósł zdobycze w postaci dwóch armat oraz 40 jeńców. Wkrótce potem Kléber  przystąpił do kontrataku z pułkiem ciężkiej jazdy (Gendarmes), która szarżowała z bagnetami. Wandejczycy zostali zmuszeni do wycofania się za bramy Savenay. Na środkowym odcinku Marceau dowodzący oddziałami: légion des Francs i Chasseurs de Kaster napotkał trudności i został chwilowo zatrzymany przez wandejską artylerię.
Na odpowiednich odcinkach Canuel, Tilly i Westermann także ruszyli do ataku, przyciskając rojalistów na wszystkich kierunkach. Za niedługo republikanie wkroczyli do miasta pomimo oporu, stawianego przez artylerię Marigny'ego. Wśród wielkiego zamieszania doszło do walk ulicznych, przenoszących się od domostwa do domostwa; w walkach uczestniczyło wiele rodzin sympatyzujących z rojalistami. Wandejczycy ustawili działa artyleryjskie przed kościołem i przez pewien czas zdołali utrzymać swoje pozycje. Fleuriot zdecydował się przeprowadzić ostateczny kontratak, zebrał 200 – 300 kawalerzystów, dowodzonych przez Cadoudala oraz kilku piechurów. Udało im się zaatakować i przebić linie Tilly'ego. Usiłowali atakować linie republikanów wzdłuż ich skrzydła, jednak przeszkodziły im w tym republikańskie rezerwy, które zmusiły jeźdźców do wycofania się.
W tym samym czasie, na placu przy kościele republikanie przejęli jedną z armat i skierowali ją przeciw Wandejczykom. Ostrzeliwani Wandejczycy, ścigani przez żołnierzy Republiki, wycofali się z Savenay i próbowali się przegrupować na zachód od miasta (miejsce to jest oznaczone krzyżem upamiętniającym bitwę). Wandejczycy zabrali ze sobą dwie ostatnie armaty, które Marigny zostawił w rezerwie i próbowali osłonić ich ogniem ucieczkę rannych i cywilów z miasta. W czasie tej walki zginął Lyrot. Marigny znów się wycofywał – na zachód od lasów Blanche-couronne, mając do dyspozycji dwie armaty oraz resztki swojego oddziału. Przez godzinę udało mu się utrzymać pozycję. Później, w trakcie marszu pocieszał swoich żołnierzy, że przynajmniej udało im się wycofać. Na północnym zachodzie oddziałowi, złożonemu z 600 Wandejczyków udało się utrzymać  Butte des Vignes; później wycofali się w kierunku lasów  Blanche-couronnes. Zostali tam otoczeni przez republikanów, a następnie przez nich zmasakrowani.
W miasteczku Savenay przeszukiwano domostwa. Wywleczono z nich setki starców, kobiet i dzieci. Wszyscy oni mieli stanąć przed sądem, jednak tymczasowo zamknięto ich w kościele. Rannych z obydwu stron konfliktu zabrano do szpitala Saint-Armel i udzielono im pomocy. Bitwa zakończyła się przed godziną 2 po południu.

## Ucieczka i masakry
Po bitwie Kléber wraz z większością swoich oddziałów przybył do Nantes, by świętować zwycięstwo. W tym czasie republikańska jazda pod dowództwem Marceau oraz Westermanna wciąż goniła Wandejczyków - przeszukując okoliczne wioski, zabijając lub pojmując do niewoli ukrywających się żołnierzy wroga.
W trakcie poszukiwań, generał brygady Alexis Antoine Charlery uderzył na pozycję utrzymywaną przez 500 Wandejczyków, jednakże nie udało mu się ich pokonać. Zaproponował obrońcom, by się poddali w zamian za możliwość bezpiecznego powrotu do domu. Propozycja została przyjęta i podpisana przez przedstawicieli rojalistów. Zostali oni wysłani do Nantes, by uzyskać ratyfikację porozumienia od komisarza państwowego (Représentant en mission). Ten jednak odmówił udzielenia Wandejczykom pozwolenia na powrót do domów. Zamiast tego nakazał rozstrzelać jeńców, a generała Charlery’ego – aresztować. Później został on zwolniony i przywrócony do służby.
Tego samego dnia, z zadaniem osądzenia więźniów przybyła Komisja Bignona. Komisja pracowała przez trzy dni i zadecydowała o egzekucji wszystkich wandejskich bojowników, złapanych z bronią w ręku. Egzekucje rozpoczęły się wieczorem tego samego dnia, gdy ogłoszono wyrok komisji. Trwały one przez osiem kolejnych dni. Liczba straconych skazańców nie jest znana. Według oficjalnych statystyk stracono 662 osoby. Istnieją jednak podejrzenia co do tego, że podana liczba uwzględnia tylko skazańców straconych w ciągu trzech pierwszych dni egzekucji. Komisarz (représentant en mission) Benaban napisał, że zastrzelono 2 tysiące osób. Podobnie, generał François Carpantier chwalił się straceniem 1,5 tysiąca osób. 1 679 kobiet i dzieci zamknięto w więzieniach w Nantes. Niektórzy oficerowie, w tym Kléber i Savary żądali od Carriera oszczędzenia ich życia, jednak Carrier pomimo tego postanowił rozstrzelać lub utopić wszystkich więźniów.
Kolejne masakry miały miejsce na wsiach. Westermann wraz z podległymi mu jeźdźcami rozstrzelał 500-700 jeńców, mężczyzn, kobiet i dzieci w lesie Sem nieopodal Prinquiau. Westermann, cieszący się przydomkiem „rzeźnika Wandejczyków” rzekomo miał tak napisać do członków Komitetu Ocalenia Publicznego:
Obywatele Republikanie, nie ma już Wandei. Zginęła od naszego wolnego miecza, razem z jej kobietami i dziećmi. Pogrzebałem ją w bagnach i lasach Savenay. Zgodnie z waszymi rozkazami, zmiażdżyłem dzieci końskimi kopytami; zmasakrowałem kobiety, które przynajmniej nie będą już rodziły więcej bandytów. Nie został mi ani jednak więzień, za którego mógłbym się wstydzić. Zlikwidowałem ich wszystkich...
Niemniej jednak, niektórym Wandejczykom – z pomocą lokalnej ludności – udało się zbiec. Jean Legland, pracujący jako przewoźnik przez Loarę, w roku 1834 przyznał, że pomógł 1 258 uciekinierom przetrwać pierwsze dni po bitwie pod Savenay. Wersję tę potwierdziły pisemne zeznania złożone przez  Abbé Berniera. W sumie 2 500 ludzi mogło przeżyć bitwę i następujące po niej masakry.

## Skutki
Wynik bitwy oznaczał koniec fazy operacyjnej Virée de Galerne. Zagrożenie ze strony powstańców wandejskich wobec republiki zostało ostatecznie zażegnane. Jednak wojna jeszcze się nie skończyła: walki wciąż trwały w Wandei. Generał Marceau, oburzony zachowaniem podległych mu żołnierzy, poprosił o przeniesienie. Marceau został wkrótce zastąpiony przez Klébera na stanowisku dowódcy Armii Zachodniej. Następnie stanowisko to otrzymał  Louis Marie Turreau. Przez pewien czas toczyły się walki partyzanckie pomiędzy Wandejczykami a republikańskimi kolumnami piekielnymi.

## W kulturze popularnej
Juliusz Verne opisał tę bitwę na początku powieści historycznej pt.  Le Comte de Chanteleine (1862). 